# 高須賀義博
高須賀 義博（たかすか よしひろ、1932年（昭和7年）9月27日 - 1991年（平成3年）11月9日）は、日本のマルクス経済学者。元一橋大学経済研究所教授。エコノミスト賞受賞。

## 人物・経歴
愛媛県生まれ。日本統治時代の朝鮮出身。1955年一橋大学経済学部卒業。1957年一橋大学大学院経済学研究科修士課程修了。都留重人ゼミナール出身。1966年、都留重人、種瀬茂、藤野正三郎の審査で、『現代価格体系論序説』で一橋大学経済学博士。一橋大学経済研究所教授在任中の1991年に死去。
1972年、『現代日本の物価問題』でエコノミスト賞受賞。指導学生に米山高生（一橋大学名誉教授）、池尾和人（慶應義塾大学教授）、北原徹（立教大学名誉教授）、御崎加代子（滋賀大学教授）、長尾史郎（明治大学名誉教授）、磯谷明德（九州大学教授）、海老塚明（大阪市立大学教授）、植村博恭（横浜国立大学教授）、都留康（一橋大学教授）、吉原直毅（マサチューセッツ大学教授）など。

## 著書

### 単著
- 『現代価格体系論序説』 岩波書店、1965年
- 『再生産表式分析』 新評論、1968年
- 『現代日本の物価問題』 新評論、1972年、改訂新版1975年
- 『マルクス経済学研究』 新評論、1979年
- 『現代のインフレーション――構造論的接近』 新評論、1981年
- 『現代資本主義とインフレーション』 岩波書店、1981年
- 『マルクスの競争・恐慌観』 岩波書店、1985年
- 『マルクス経済学の解体と再生』 御茶の水書房、1985年、増補版1989年
- 『鉄と小麦の資本主義――下降の経済学』 世界書院、1991年

### 編著
- 『独占資本主義論の展望』 東洋経済新報社、1978年
- 『シンポジウム『資本論』成立史〔佐藤金三郎氏を囲んで〕』 佐藤金三郎著、新評論、1989年

### 訳書
- 『成長の経済学』 ポール・バラン著、浅野栄一共訳、東洋経済新報社、1960年
- 『革新の政治経済学――マルクス主義・人間主義的観点からみた資本主義と社会主義』 ハワード・シャーマン著、宮崎犀一共訳、新評論、1974年、新装版1976年
- 『マルクスの経済学――価値と成長の二重の理論』 森嶋通夫著、東洋経済新報社、1974年
- 『価値・搾取・成長――現代の経済理論からみたマルクス』 森嶋通夫、カテフォレス著、池尾和人共訳、創文社、1980年
- 『貨幣と抽象的労働』 監訳、ウルリッヒ・クラウゼ著、三和書房、1985年
- 『「政治経済学」とマルクス主義――対立する資本主義観』 監訳、G・ドゥルプラス著、岩波書店、1988年
- 『森嶋通夫著作集7　マルクスの経済学』 森嶋通夫著、岩波書店、2004年
- 『森嶋通夫著作集8　価値・搾取・成長』 森嶋通夫、G・カテフォレス著、岩波書店、2004年